# Enric Tormo i Freixes
Enric Tormo i Freixes (Barcelona, 1919 - 2016) va ser un tipògraf i gravador català. Alumne de l'Escola de la Llotja entre 1932 i 1936, va estar vinculat amb Joan Miró i el grup Dau al Set, del qual va ser membre. Va fundar i dirigir el Boletín del Gremio Sindical de Maestros Impresores de Barcelona. El 1947 va ser l'editor de la revista Algol, fundada per Joan Ponç i Joan Brossa, de la qual només va aparèixer un número. El 1958 va ser nomenat professor del Conservatori de les Arts del Llibre (Barcelona) i el 1967, conservador del Museu d'Arts, Indústries i Tradicions Populars (actual Gabinet de les Arts Gràfiques), on va intentar reunir la tradició de la impremta catalana. Des del curs 1962-63 fins al març de 1983 va ser professor de l'assignatura d'Arts gràfiques a l'Escola de Bibliotecàries i, des del 19 de maig de 1983, membre corresponent de la Reial Acadèmia de Ciències i Arts de Barcelona.